# Ausente
Ausente ist der zweite Spielfilm des argentinischen Regisseurs Marco Berger aus dem Jahr 2011.

## Handlung
Der 16-jährige Martín steckt mitten in der Pubertät. Er will seine homoerotischen Gefühle ausleben und sucht sich dazu seinen Schwimmlehrer Sebastián aus. Unter allerlei Vorwänden und Täuschungen erreicht er, dass er bei ihm übernachten kann. Sebastián durchschaut das Spiel schließlich und sieht sich nun mit seinen eigenen Gefühlen und Begehrlichkeiten konfrontiert.

## Auszeichnungen
- Teddy Award 2011 als bester Spielfilm mit schwul-lesbischem bzw. Transgender-Hintergrund bei der 61. Berlinale.[2]

- 2012 wurde Ausente für den renommierten argentinischen Filmpreis Cóndor de Plata in zwei Kategorien nominiert. Er gewann für die Darstellung der männlichen Hauptrolle von Javier de Pietro einen Cóndor.